# Hilchenbach
Hilchenbach är en stad i Kreis Siegen-Wittgenstein i det tyska förbundslandet Nordrhein-Westfalen. Hilchenbach, som för första gången omnämns i ett dokument från den 17 juni 1292, har cirka 15 000 invånare.